# 维耶斯泰
维耶斯泰（義大利語：Vieste），是意大利福贾省的一个市镇。总面积167.52平方公里，人口13886人，人口密度82.9人/平方公里（2009年）。ISTAT代码为071060。